# Этталь
Этталь (нем. Ettal) — село (коммуна) в Германии, в земле Бавария, где находится знаменитый Эттальский монастырь. Неподалёку расположен и дворец Линдерхоф.
Подчиняется административному округу Верхняя Бавария. Входит в состав района Гармиш-Партенкирхен.  Население составляет 812 человек (на 31 декабря 2013 года). Занимает площадь 14,75 км².